# Akçalı, Arsuz
Akçalı là một xã thuộc huyện Arsuz, thành phố Hatay, Thổ Nhĩ Kỳ. Từng là một thị trấn thuộc huyện İskenderun, tỉnh Hatay, dân số thời điểm năm 2011 là 4.387 người, năm 2012, Akçalı được nhập về huyện Arsuz mới thành lập.